# Mauser C96
Mauser C96 (Construktion 96) là một loại súng ngắn bán tự động được sản xuất bởi nhà máy vũ khí Mauser từ năm 1896 đến năm 1937. Những phiên bản không giấy phép cũng được sản xuất ở Tây Ban Nha và Trung Quốc trong nửa đầu thế kỉ thế kỷ 20.
Điểm nổi bật chính của C96 là hộp tiếp đạn được tích hợp phía trước cò súng, nòng súng dài, tay cầm làm bằng gỗ có hình dạng như cán chổi. Báng súng cũng được làm bằng gỗ, có thể tách rời. C96 được người Trung Quốc gọi là "pháo hộp" (tiếng Trung: 盒子炮; bính âm: hézipào) vì hình dạng chữ nhật của hộp tiếp đạn và khẩu súng có thể cất trong các hộp đựng làm bằng gỗ như báng súng tách rời của nó.
Súng có cơ chế nạp đạn nhờ lực giật. Điều này cho phép Mauser C96 bắn với tốc độ cực kì nhanh, thậm chí là bắn liên thanh. Do là một khẩu súng ngắn có cỡ đạn và chiều dài nòng khá ngắn nên độ giật của Mauser C96 là không đáng kể kể cả ở chế độ bắn liên thanh. Mauser C96 sử dụng rất nhiều loại đạn, nhiều nhất là đạn 7,63x25mm Mauser và 9x19 Parabellum. Ngoài ra còn rất nhiều các cỡ đạn khác nhau được sử dụng ở Tây Ban Nha và Trung Quốc.
Mauser đã sản xuất khoảng một triệu khẩu C96. Số lượng khẩu súng được sản xuất ở Tây Ban Nha và Trung Quốc được ước tính là lớn, nhưng vẫn còn là một ẩn số do hồ sơ lưu trữ về việc sản xuất không còn nguyên vẹn và đầy đủ.

## Lịch sử
Trong vòng một năm kể từ khi được giới thiệu vào năm 1896, C96 đã được bán cho chính phủ các nước và dân thường và các sĩ quan quân đội.
Súng lục Mauser C96 cực kỳ phổ biến với các sĩ quan Anh vào thời điểm đó, nhiều người đã mua nó thông qua các mối tư nhân. Mauser đã cung cấp C96 cho Westley Richards ở Anh để bán lại. Trước khi Chiến tranh thế giới thứ nhất bắt đầu, mức độ phổ biến của C96 đối với quân đội Anh đã suy yếu.
Là một vũ khí phụ của quân đội, súng lục được sử dụng trong các cuộc chiến tranh thuộc địa khác nhau, cũng như Chiến tranh thế giới thứ nhất, cuộc nổi dậy Phục Sinh, xung đột vũ trang tại Bắc Ireland, Chiến tranh giành độc lập Estonia, Nội chiến Tây Ban Nha, Nội chiến Trung Quốc và Thế chiến II. C96 cũng trở thành chủ lực của các chính ủy Bolshevik, nhiều lãnh chúa và thủ lĩnh băng đảng từ bên khác trong Nội chiến Nga, được gọi đơn giản là "Mauser". Các nhà cách mạng cộng sản Yakov Yurovsky và Peter Ermakov đã sử dụng Mausers để hành quyết cựu hoàng gia Nga vào tháng 7 năm 1918.
Winston Churchill cũng yêu thích Mauser C96 và đã sử dụng một khẩu trong Trận Omdurman năm 1898 và trong Chiến tranh Boer thứ hai. Lawrence xứ Ả Rập - Đại tá Thomas Edward Lawrence, cũng mang bên người một khẩu C96 trong thời gian chiến đấu ở Trung Đông. Nhà cách mạng người Ấn Độ Ram Prasad Bismil và người dưới quyền ông đã sử dụng những khẩu Mauser trong vụ cướp tàu hỏa Kakori nổi tiếng vào tháng 8 năm 1925. Chu Đức đã dùng khẩu C96 để dẫn dắt người của mình trong cuộc khởi nghĩa Nam Xương và trong những cuộc chiến lớn sau này; khẩu súng (với tên của Chu Đức được in lên khẩu súng) hiện đang được trưng bày tại Bảo tàng Lịch sử Bắc Kinh. Mauser C96 còn được sử dụng trong vụ việc ám sát Thủ tướng Tây Ban Nha Eduardo Dato vào năm 1921, và Vua Aleksandar I của Nam Tư vào năm 1934.
Những phiên bản xuất khẩu và sản xuất không có giấy phép của C96 được sử dụng một cách rộng rãi trong cuộc chiến tranh Trung-Nhật lần hai và cuộc nội chiến Trung Hoa, và cuộc nội chiến Tây Ban Nha và trong Chiến tranh Thế giới thứ hai.

## Các phiên bản chính
C96 có rất nhiều phiên bản ngoài các bản thương mại tiêu chuẩn; dưới đây là những bản phổ biến và nổi bật nhất.

### M1896Kavallerie Karabiner
Một trong những ý tưởng thử nghiệm ban đầu là chế tạo một khẩu súng ngắn-carbine phù hợp với các đơn vị kỵ binh hạng nhẹ. Các khẩu súng này này sẽ sử dụng hộp tiếp đạn 10 viên tiêu chuẩn, ốp tay cầm và báng súng gỗ cố định, và dài khoảng 300–370 mm. Mẫu súng này đã được ngừng sản xuất sau năm 1899 do doanh số bán hàng kém và ít được bên quân đội quân tâm.
Phiên bản súng carbine ít được giới thể thao quan tâm và do số lượng sản xuất ít, nó là một món đồ sưu tập được đánh giá cao với giá gấp đôi giá trị của phiên bản súng lục.

### M1896 Mauser bản rút gọn

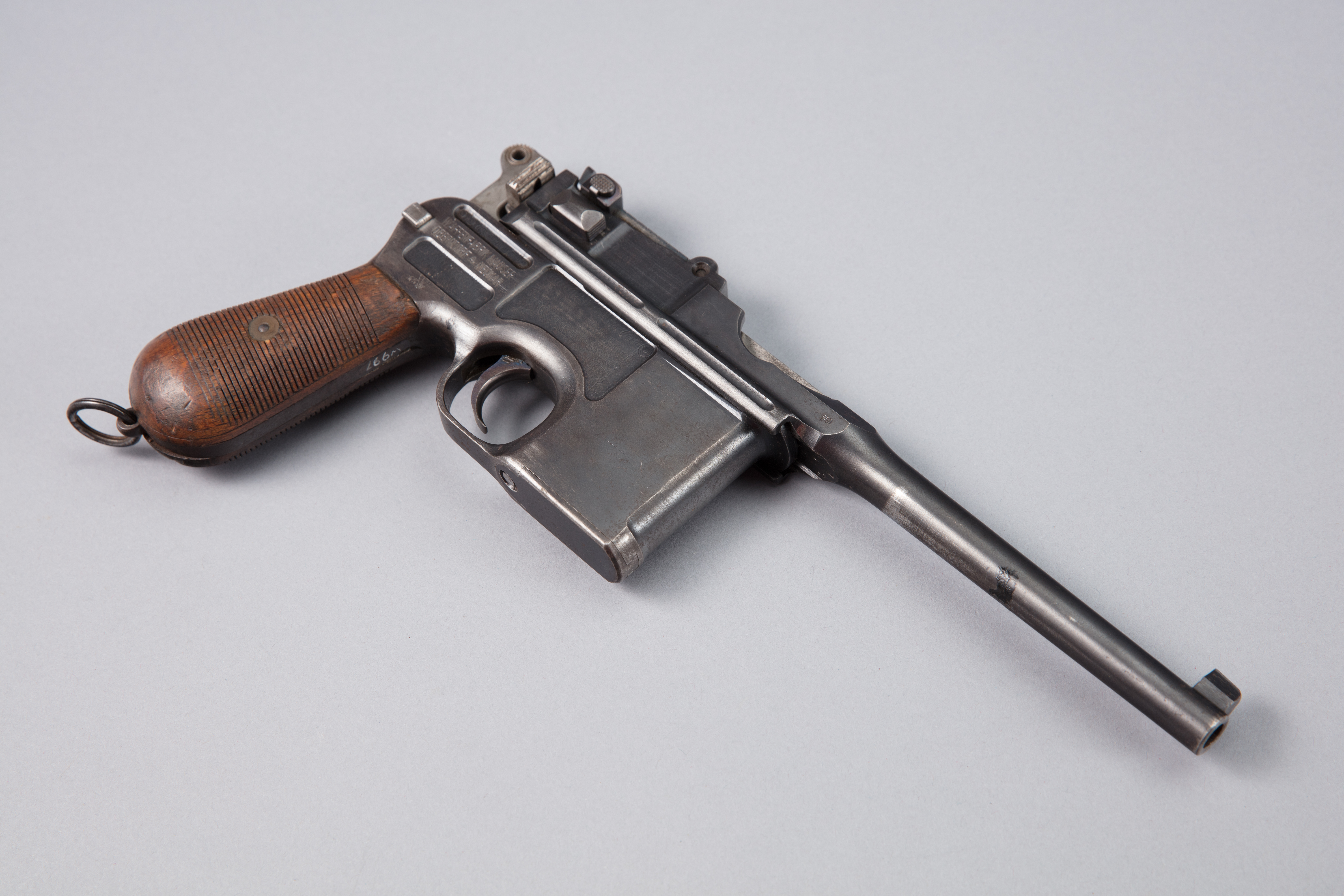
Mauser M1896

Một phiên bản của súng lục Mauser với báng súng cỡ lớn, hộp tiếp đạn sáu viên và nòng súng dài 120 mm (4,7 in). Việc sản xuất đã bị dừng lại vào năm 1899.

### M1912 Mauser bản xuất khẩu
Phiên bản đầu tiên của mẫu này sử dụng đạn Mauser 9×25 mm. Nó được thiết kế với mục đích chính là thu hút sự chú ý từ thị trường vũ khí ở Nam Mỹ và Trung Quốc. Mẫu C96 này thường có một vết lõm được mài vào bề mặt trên của hộp tiếp đạn để giúp lắp kẹp đạn 9×25mm thẳng. Nòng súng có độ xoắn 13:8. Ngoài ra, các bề mặt phẳng xung quanh khóa nòng đã được mở rộng để phù hợp với áp suất cao của đạn 9×25 mm. Cỡ đạn 9×25mm Mauser đã được rút khỏi thị trường khi ngành công nghiệp vũ khí tự định hướng lại theo hướng sản xuất quân sự trong Thế chiến thứ nhất, nhưng loại đạn này đã phổ biến trở lại cho các mẫu súng tiểu liên vào những năm 1930.

### M1917 Mauser carbine

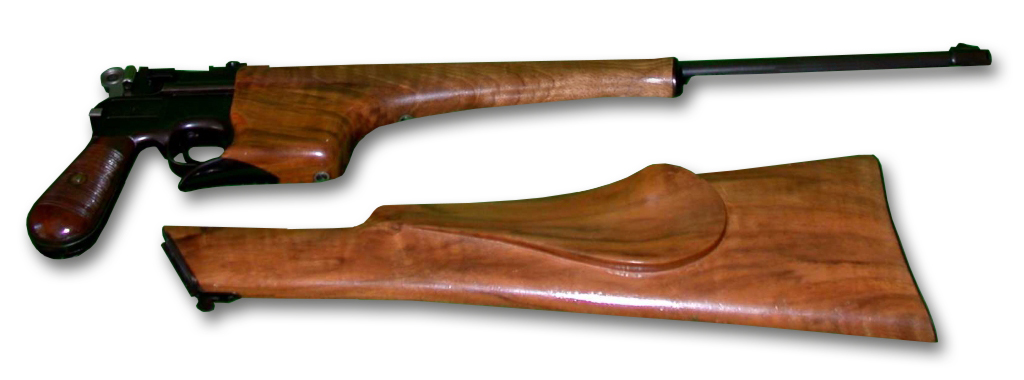
Mauser C96 carbine

Phiên bản này có báng và nòng súng mở rộng tương tự như mẫu M1896 Kavallerie Karabiner. Nó cũng sở hữu hộp chứa 40 viên đạn Parabellum 9×19mm. Mẫu M1917 Mauser được công bố trong thời gian diễn ra cuộc Chiến tranh Thế giới thứ nhất và được dự tính sẽ là một sự thay thế rẻ hơn cho khẩu Lange Pistole 08 đắt tiền trong môi trường cận chiến. Tuy nhiên, Quân đội Đế quốc Đức không tin rằng đó là một giải pháp thay thế hiệu quả về chi phí và dự án đã bị hủy bỏ ngay sau đó. Chỉ có một số ít khẩu súng mẫu này đã được sản xuất.

### M1920 Mauser (thiết kế lại)
Hòa ước Versailles (ký năm 1919) đã áp đặt một số hạn chế về chiều dài nòng súng lục và cỡ nòng đối với các nhà sản xuất vũ khí của Đức. Do đó, các loại súng ngắn do chính phủ Đức phát hành hoặc bán trên thị trường nội địa không được phép có nòng dài hơn 4 inch và không thể sử dụng đạn 9 mm.
Nhằm thu hồi những loại vũ khí có giá trị, chính phủ Cộng hòa Weimar đã ra lệnh cấm sở hữu tư nhân đối với vũ khí kiểu quân sự hoặc vũ khí kiểu quân đội. Các vũ khí bị tịch thu sau đó được sử dụng để trang bị cho các lực lượng chính phủ. Để đáp ứng các điều kiện của Hòa ước Versailles, Mauser đã tiến hành một dự án lớn nhằm mục đích thay đổi lại những vũ khí này.
Các mẫu C.96 trước chiến tranh của chính phủ Weimar phải cắt bớt nòng súng xuống 99 mm. Điều này đồng nghĩa với việc thước ngắm di động của súng phải được thay thế bằng các thước ngắm cố định, và phải thay thế loại đạn mới là Mauser 7,63×25 mm, mặc dù có một số khẩu Mauser được thiết kế lại để sử dụng đạn 7,65mm Parabellum. Những khẩu súng do chính phủ bị tịch thu sẽ được đánh dấu M1920 trước khi cấp lại cho các lực lượng quân đội. Thông lệ này vẫn được tiếp tục trên các loại súng ngắn khác của Đức ngay cả sau khi lệnh cấm đã bị gỡ bỏ và việc chuyển đổi đã được ngừng lại.

### M1921 "Bolo" Mauser

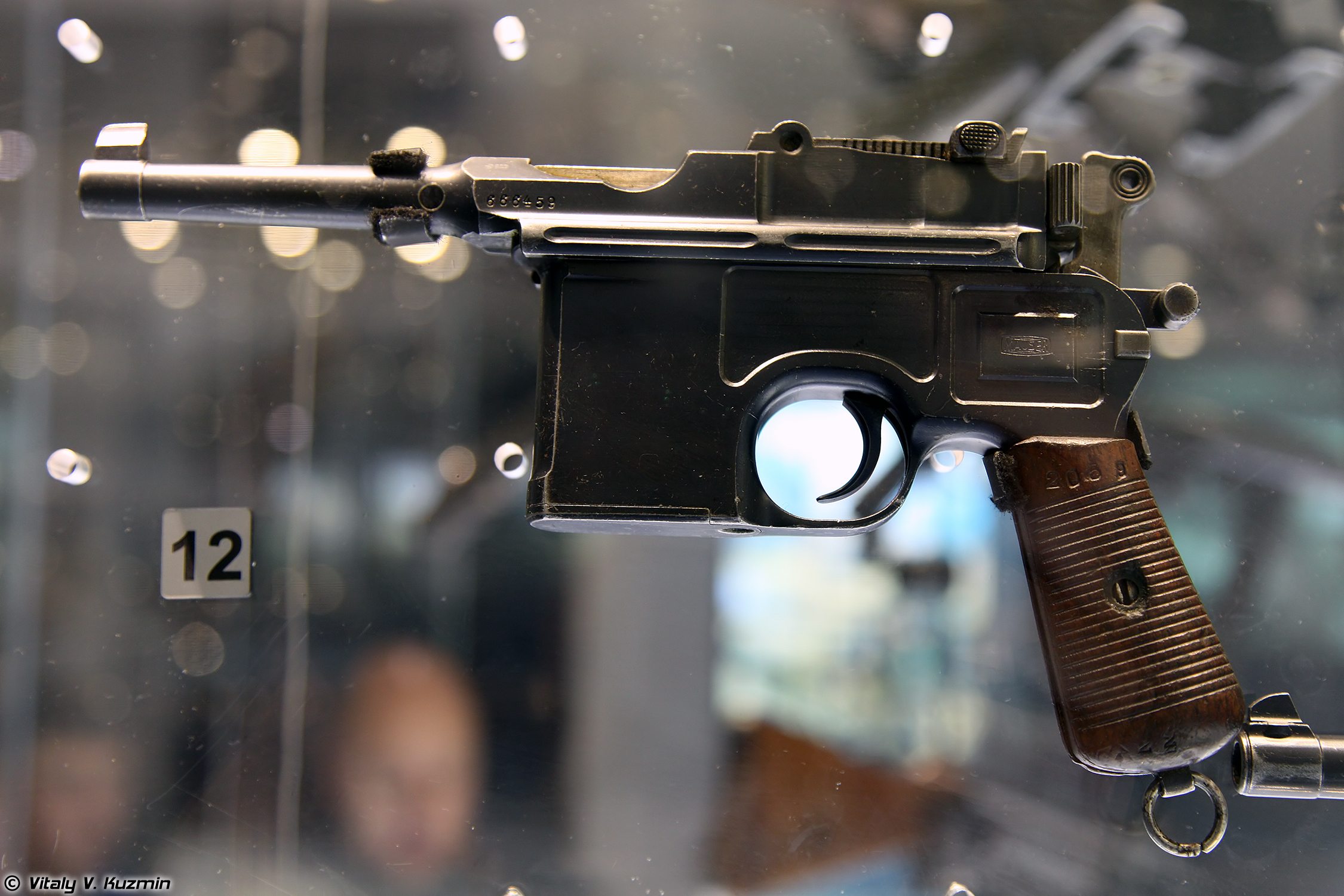
Mauser C96 M1920 "Bolo"

Mauser bắt đầu thiết kế một phiên bản mới của C96 từ năm 1920 đến năm 1921. Mẫu súng này có tay cầm nhỏ hơn, nòng 99 mm (3,9 in) ngắn hơn và sử dụng đạn Mauser 7,63×25 mm tiêu chuẩn. Loại đạn 8,15 × 25,2mm (DWM 580) đã được sử dụng để thay thế đạn 9×19mm Parabellum và 9×25mm Mauser vốn bị cấm để sử dụng trong nước, nhưng nó không bao giờ thay thế được cỡ đạn 9 mm.
Việc sản xuất khẩu súng được bắt đầu từ năm 1921 tới năm 1930. Chúng được bán với số lượng lớn cho các lực lượng quân đội ở vùng Baltic đang tranh chấp và được sử dụng bởi các quân nhân Ba Lan, Litva, Freikorps của Đức và lực lượng Bạch vệ. Chính phủ Bolshevik đã mua số lượng lớn mẫu này vào những năm 1920 hoặc thu được từ các trận đánh. Khẩu súng lục đặc biệt này đã gắn liền với những người Bolshevik và do đó, chúng được đặt biệt danh là "Bolo". Khẩu "Bolo" cũng phổ biến ở nhiều nơi khác trên thế giới, vì lợi thế về nòng súng ngắn và kích thước tổng thể nhỏ giúp che giấu súng tốt hơn.

### M1932/M712Schnellfeuer

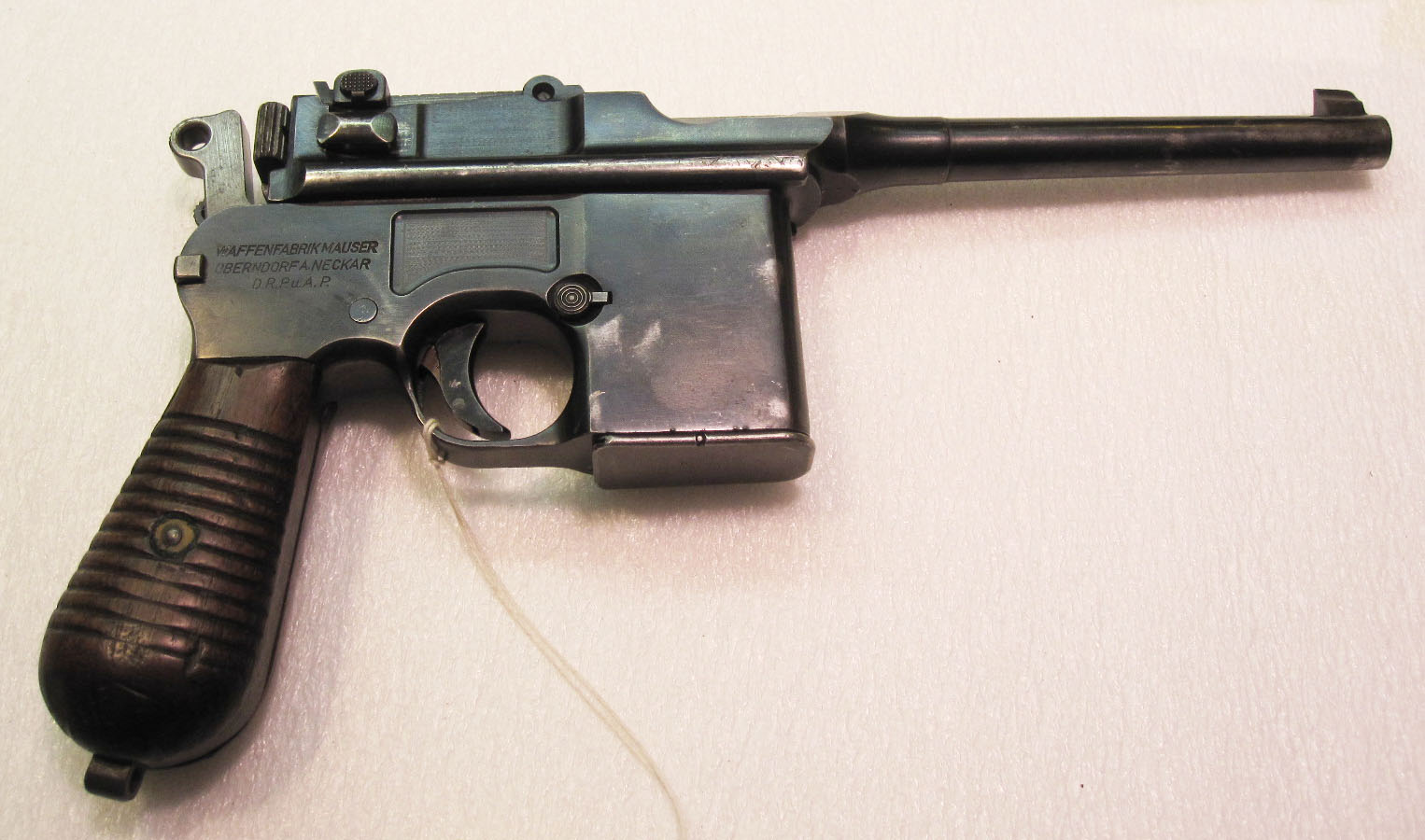
M712 Schnellfeuer

Các công ty chế tạo súng của Tây Ban Nha là Beistegui Hermanos và Astra bắt đầu sản xuất các phiên bản C96 sử dụng chốt đổi chế độ bắn và hộp tiếp đạn có thể tháo rời lần lượt vào năm 1927 và 1928, và dự định xuất khẩu sang vùng Viễn Đông.
Mauser bắt đầu sản xuất mẫu Schnellfeuer (tiếng Việt: bắn nhanh), với chốt đổi chế độ bắn và hộp tiếp đạn có thể tháo rời M30, do Karl Westinger thiết kế. Quá trình sản xuất được tiến hành vào năm 1932 và kết thúc vào năm 1936, do đó thường được các nhà sưu tầm súng đặt tên là "M1932". Đây được coi là một thiết kế rất thành công, với khoảng 98.000 khẩu súng đã được sản xuất và sử dụng dãy sêri riêng biệt.
Ban đầu, chúng được dự tính xuất khẩu sang Nam Mỹ và Trung Quốc, hoặc bán cho các phe đối lập trong Nội chiến Tây Ban Nha sau đó. Từ năm 1932 đến năm 1935, quân đội Nam Tư đã thử nghiệm các mẫu Schnellfeuer bằng cả đạn 7,63mm và 9mm Parabellum trước khi trang bị cho các đơn vị sơn cước hoặc đơn vị đặc biệt. Nam Tư sau đó đưa ra những yêu cầu cải tiến sau: nòng súng có thể tháo rời, cải thiện thước ngắm trước và sau, sử dụng các vật liệu bền hơn để tránh bị hỏng súng khi phải bắn liên tục, và hạ thấp báng kê súng xuống để tránh bị bệ khóa nòng đập vào tay gây thương tích.
Một số lượng nhỏ M1932 đã được cung cấp cho quân đội Đức Quốc Xã trong Chiến tranh Thế giới thứ hai, và được họ định danh là M712.

### Súng ngắn liên thanh PASAM
Chính phủ Brazil đã mua 500 khẩu Schnellfeuer để trang bị cho lực lượng Quân cảnh Quận Liên bang (Policia Militar do Distrito Federal) trong giữa những năm 1930. PASAM (pistola automática semi-automática Mauser, hay "súng lục Mauser bán tự động/tự động") sử dụng nguyên khung của của bản M1932 và sự thay đổi duy nhất là chuyển ký hiện sang ký tự Bồ Đào Nha. Chốt chuyển chế độ bắn được ký hiện là N - normal cho chế độ bán tự động và R - rápido cho chế độ tự động. Chốt an toàn của súng được ký hiệu là S - seguro (an toàn) và F - fogo (bắn). Các mẫu súng này được binh sĩ Quân cảnh Quận Liên bang sử dụng rộng rãi với vai trò là súng cạc-bin bán tự động (chế độ tự động chỉ được sử dụng trong trường hợp khẩn cấp) tới những năm 1980.
Năm 1970, Quân cảnh Quận Rio de Janeiro (Policia Militar do Rio de Janeiro - PMRJ) đã nhờ Jener Damau Arroyo, một nhà thiết kế súng người Tây Ban Nha, tiến hành sửa đổi và nâng cấp các mẫu PASAM giúp cải thiện việc kiểm soát độ giật súng tốt hơn. Bản sửa đổi đầu tiên (PASAM MOD-1), với 101 mẫu nâng cấp, đã được hàn thêm phần khung mở rộng tại khu vực chứa đạn và lắp thêm một tay cầm trước ở dưới họng súng. Phần báng gỗ được giữ nguyên để phù hợp với việc lắp thêm báng súng bằng gỗ. Bản sửa đổi thứ hai (PASAM MOD-2), với 89 mẫu nâng cấp, mang nhiều điểm tương đồng với MOD-1 ngoại trừ phần tay cầm trước đã được thay đổi lại hình dáng và được lót gỗ. Khung báng súng lục sử dụng báng gỗ hình chữ nhật dày hơn và đựoc hàn thêm một giá đỡ vai bằng kim loại dài dài 1,5 foot (460 mm). Một khung kim loại cũng đựoc lắp thêm tại chỗ tay cầm phía trước, giúp triệt tiêu những áp lực gây lên nòng súng. Cả hai bản sửa đổi này đều đựoc giữ nguyên để duy trì độ giật ngắn ban đầu của chúng. Ngoài hộp tiếp đạn rời 10 viên tiêu chuẩn, cảnh sát Brazil còn sử dụng các hộp tiếp đạn mở rộng 20-40 viên.
Trong tổng số 500 khẩu PASAM, có 295 khẩu được giữ lại trong trạng thái ban đầu.

## Các phiên bản theo hợp đồng sản xuất

### Hợp đồng năm 1897 với Quân đội Thổ Nhĩ Kỳ

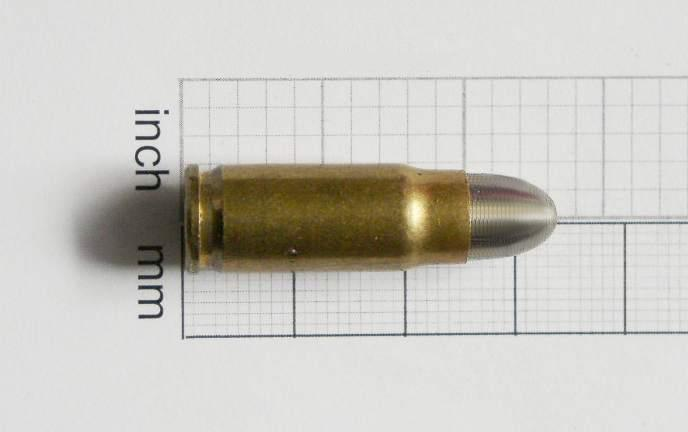
Loại đạn 7,63x25mm Mauser của súng.

Hợp đồng quân sự đầu tiên của Mauser là với chính phủ Ottoman vào năm 1897. Chính phủ Ottoman đã đặt hàng 1.000 khẩu C96 để trang bị cho các đơn vị vệ binh Hoàng gia. Những khẩu súng này sử dụng dãy số sêri riêng biệt, từ 1 đến 1000. Có điểm khác biệt nổi bật là người Ottoman sử dụng số Farsi trên thước ngắm và cho số sêri, và vũ khí được định danh theo năm của lịch Hồi giáo là "1314" thay cho năm "1896/1897" theo lịch Gregorius. Mỗi khẩu súng được kí hiệu bằng một ngôi sao sáu cánh ở cả hai bên ổ súng ; và huy hiệu Quốc vương Abdul Hamid II cùng năm Hồi giáo "1314" được khắc ở ô vuông nhỏ ở mặt trái và bên trên tay cầm súng. Do sự lo ngại về các cuộc đảo chính quân sự dưới thời Abdul Hamid II, nên phần lớn vũ khí quân đội đã được đem đi cất giữ trong các kho, bao gồm cả các khẩu C96. Sau cuộc cách mạng Thổ Nhĩ Ký 1908-1909, C96 bắt đầu được cấp cho các đơn vị quân đội và cảnh sát sử dụng, với nhiều khẩu trong số đó đã được góp mặt trong Chiến tranh Thế giới thứ nhất. Sau chiến tranh, C96 được coi là lỗi thời nên đã được đem đi bán với giá rất rẻ, do đó rất ít khẩu súng còn tồn tại tới ngày nay, và nhiều loại trong số đó đang ở tình trạng không được tốt.

### Hợp đồng năm 1899 với Hải quân Ý
Năm 1899, chính phủ Ý đã ký kết hợp đồng lớn đầu tiên với Mauser: 5.000 khẩu C96 cho Hải quân Hoàng gia Ý. Phiên bản này được mài nhẵn và phẳng ở hai bên mặt súng, sử dụng cò súng có lỗ thay vì cò hình nón ban đầu. Những khẩu súng này sử dụng mã sêri riêng, bắt đầu từ 1 đến 5.000.

### Hợp đồng năm 1910 với Persia
Năm 1910, chính phủ Persia (Iran ngày nay) đã đặt hàng 1.000 khẩu C96. Những khẩu súng này được in biểu tượng "Sư tử và Mặt trời" của Iran lên ô vuông nhỏ ở mặt trái và bên trên tay cầm súng, và các số sêri nằm trong khoảng từ 154000 đến 154999.

### M1916 của Áo-Hung
Đế quốc Áo-Hung đã đặt khoản 50.000 khẩu C96 sử dụng cỡ đạn tiêu chuẩn 7.63×25mm, với một lượng nhỏ trong số đó được thiết kế lại để sử dụng đạn 8mm Gasser (8.11×27mm).

### M1916 "Red 9" của Đức

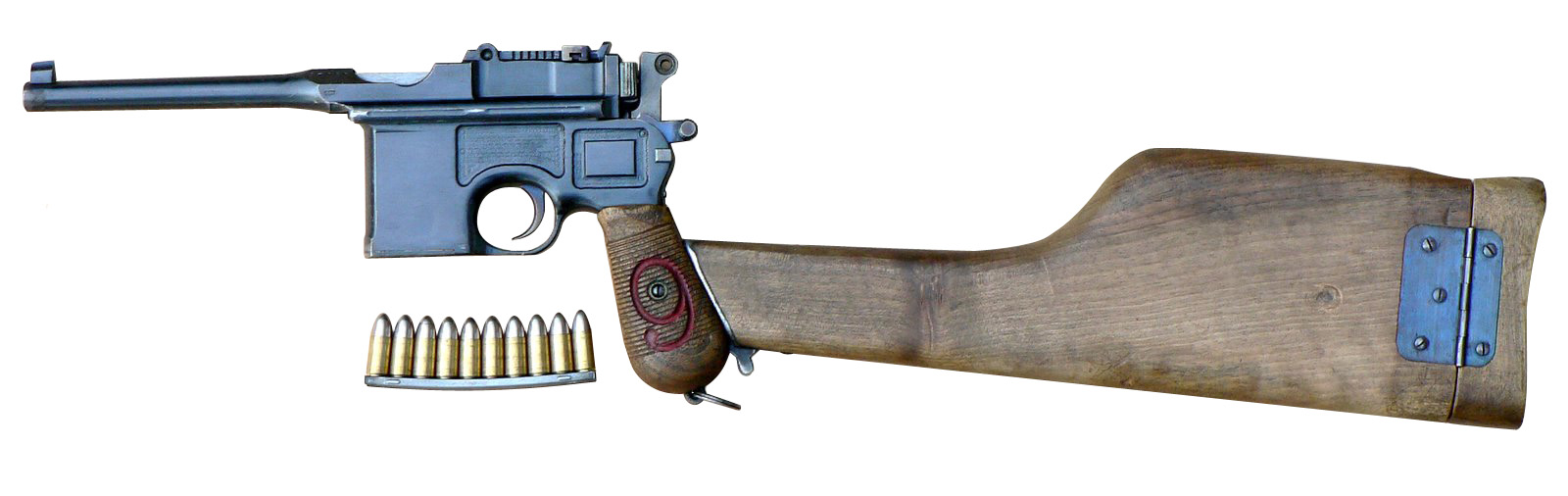
Mauser C96 M1916 "Red 9"

Trong Chiến tranh Thế giới thứ nhất, quân đội Đế quốc Đức đã đặt 150.000 khẩu C96 sử dụng đạn 9mm Parabellum như một giải pháp tạm thời cho việc sản xuất chậm khẩu Luger P08 tiêu chuẩn. Chúng sử dụng hộp tiếp đạn tương tự với loại 7.63mm Mauser và cũng chứa 10 viên đạn. Phiên bản này được đặt tên là "Red 9" (tiếng Việt: Số 9 đỏ) vì mỗi khẩu đều được khắc một số 9 lớn lên tay cầm và được sơn màu đỏ (nhằm giúp tránh việc nạp nhầm đạn 7.63 mm). Do quân đội đã ủy quyền nhãn hiệu cho những đơn vị hậu cần, nên không phải khẩu C96 (dùng đạn 9 mm) nào cũng được khắc số 9. Trong tổng số khoảng 150.000 khẩu súng được đưa vào sử dụng, khoảng 137.000 khẩu đã được chuyển cho bên quân đội Đức trước khi chiến tranh kết thúc.

### M1920 của cảnh sát Pháp
Chính phủ Pháp đã ký hợp đồng đặt khoảng 2.000 khẩu C96 sử dụng nòng 99 mm cho các đơn vị của Hiến binh Quốc gia. Các súng này của Pháp sử dụng tay cầm làm bằng cao su đặc thay vì bằng gỗ thông thường.

### Hợp đồng với Không quân Đức Quốc Xã
Năm 1940, chính phủ Đức Quốc Xã đã đặt 7.800 khẩu M1930 bản thương mại cho các binh sĩ, phi công của Không quân Đức Quốc Xã. Mỗi khẩu súng được in biểu tượng của Lục quân Đức và sử dụng số sêri có từ đầu đến giữa những năm 1930. Dù đã được ngừng sản xuất từ năm 1937, nhưng đơn đặt hàng này đã giúp Mauser xử lý được hết hàng tồn kho của họ.

## Các phiên bản sao chép

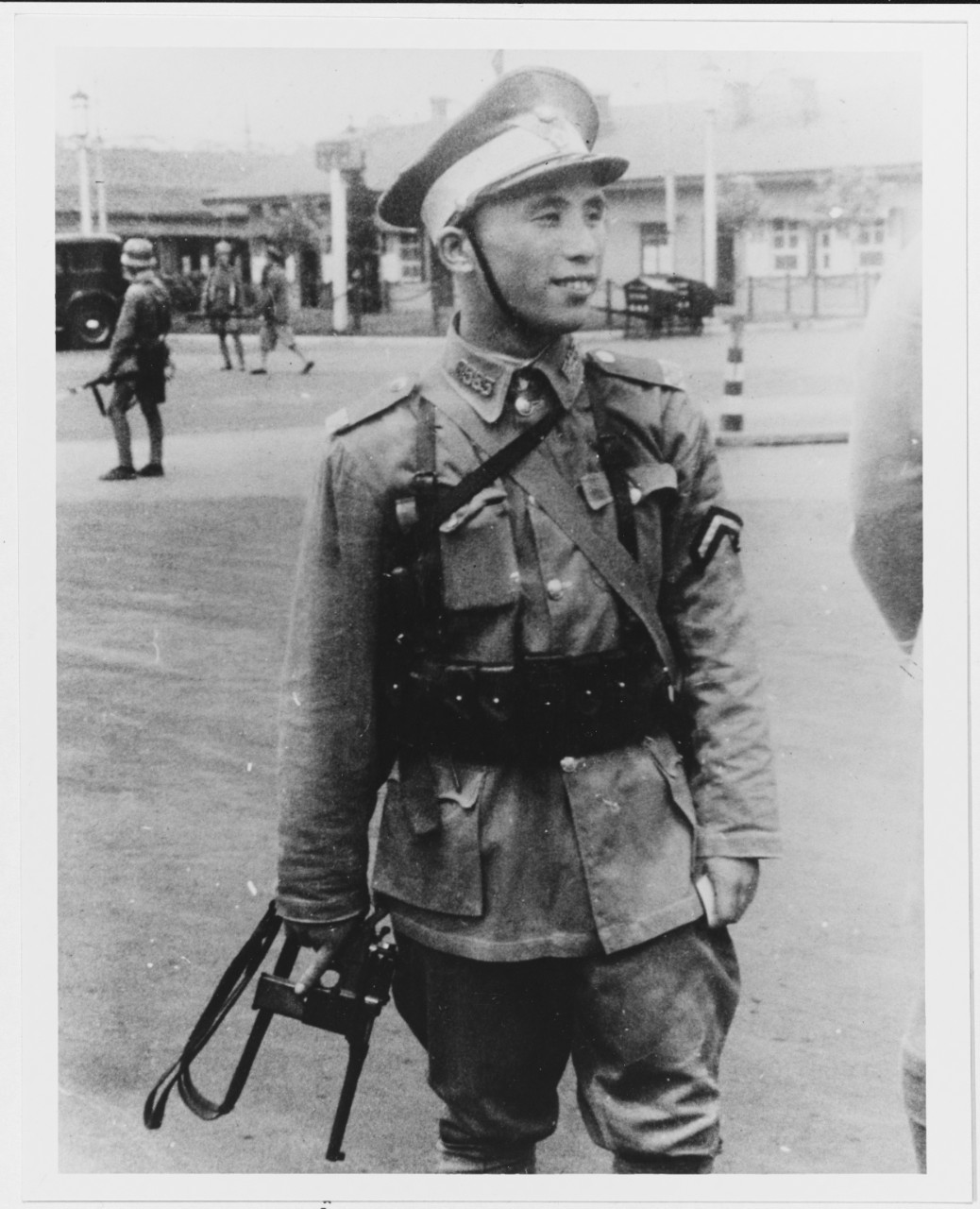
Một binh sĩ Quốc dân Cách mệnh Quân với khẩu C96 tại Thượng Hải

Ước tính có một số lượng lớn C96 đã được mua lại, sao chép và sản xuất không giấy phép tại Trung Quốc và Tây Ban Nha, và được sử dụng rộng rãi nhiều năm sau đó. Các mẫu nổi bật bao gồm
- C.96 Trung Quốc (7,63mm Mauser)
- Súng lục Sơn Tây Type 17 (.45 APC)
- Type 80 (7,62mm Tokarev)
- Astra Model 900 / 901 / 902 / 903
- ETAI / Royal Model H
- Royal MM31 (Model 1)
- Royal MM31 (Model 2)
- Royal MM34
- Azul và Super Azul
- Federal Ordnance M713 và M714

## Các quốc gia sử dụng
- Áo-Hung[24]
- Brasil

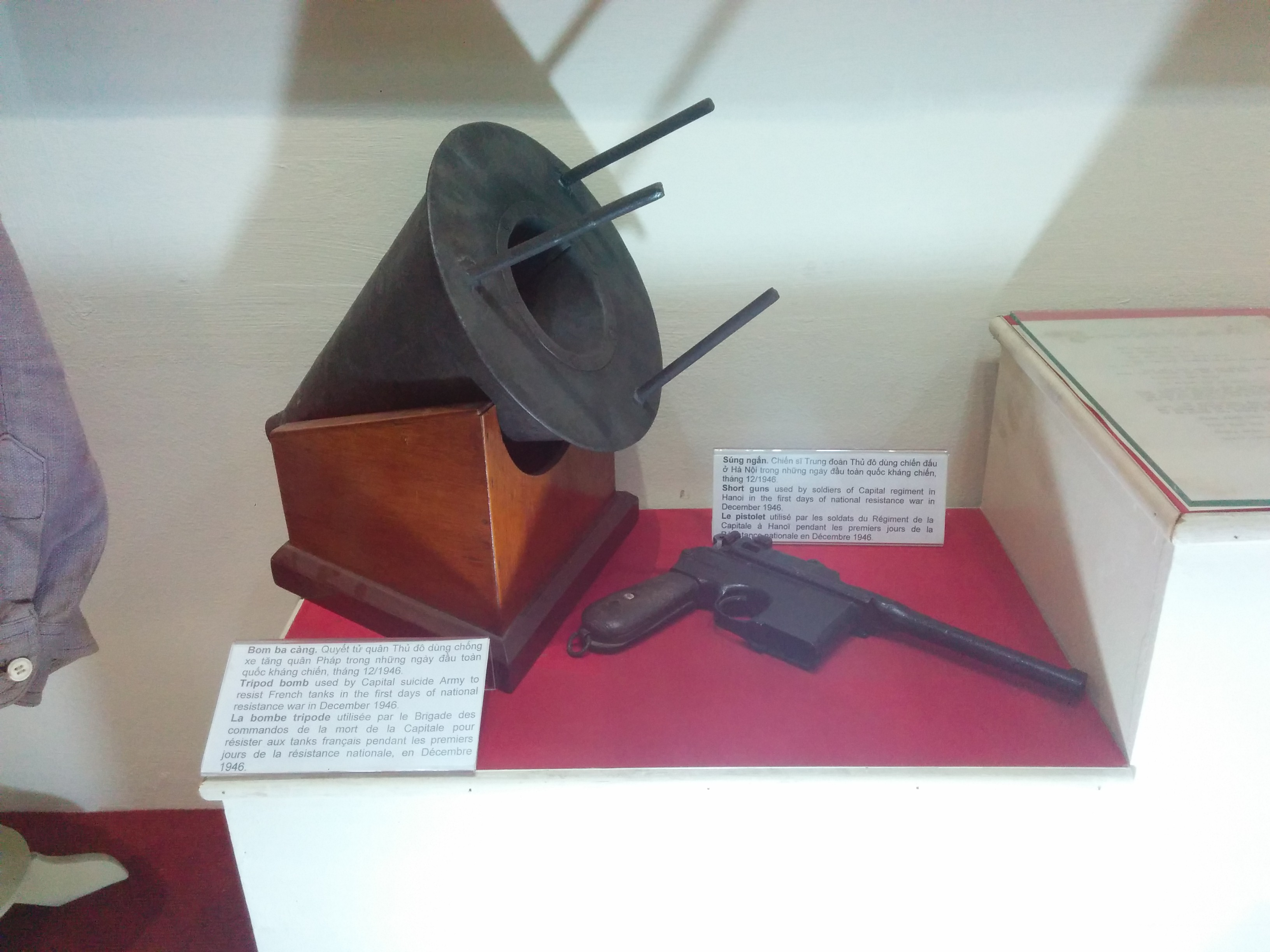
Mauser C96 được sử dụng bởi bộ đội Việt Minh của Trung đoàn Thủ đô trong Trận Hà Nội 1946.

- Phần Lan: Sử dụng trong nội chiến Phần Lan và trong Thế chiến II.[25]
- Đế quốc Đức: Quân đội đã sử dụng phiên bản "Red 9" 137,000 khẩu trong Thế Chiến I.[6]
- Vương quốc Ý: Mua 5.000 khẩu từ Đức vào năm 1899 cho hải quân.[8]
- Đức Quốc xã: Sản xuất 8.000 phiên bản Schnellfeuer cho Không quân Đức trong Thế Chiến II. Cũng đã mua hàng ngàn khẩu Astra Model 900 và 903 do Tây Ban Nha sản xuất.[6]
- Việt Nam Dân chủ Cộng hòa: Sử dụng trong Chiến tranh Đông Dương và Chiến tranh Việt Nam[26]
- Cộng hòa Miền Nam Việt Nam: Sử dụng trong Chiến tranh Đông Dương và Chiến tranh Việt Nam
- Việt Nam
- Đế quốc Ottoman: Đặt mua 1.000 khẩu từ Đức năm 1896[6]
- Thổ Nhĩ Kỳ: Được thừa hưởng 1.000 khẩu mua từ Đức của chính quyền Đế quốc Ottoman
- Đệ nhất Cộng hòa Philippines
- Trung Hoa Dân Quốc: Hàng trăm ngàn khẩu đã được sử dụng bởi lực lượng Trung Quốc Quốc dân Đảng, Cộng sản và lãnh chúa.[27]
- Tây Ban Nha[6]
- Liên Xô: Mua biến thể Bolo từ Đức trong những năm 1920.
- Trung Quốc: Hàng trăm ngàn khẩu đã được sử dụng bởi lực lượng Đảng Cộng sản Trung Quốc trong quân đội Tân Tứ quân và Bát lộ quân Quân Giải phóng Nhân dân Trung Quốc để kháng chiến chống Đế quốc Nhật Bản và chống lại quân đội Tưởng Giới Thạch Trung Quốc Quốc dân Đảng
- Thái Lan
- Ma Cao
- Hồng Kông
- Vương quốc Liên hiệp Anh và Bắc Ireland: Được mua bởi nhiều công ty tư nhân Anh trong Thế Chiến I Thế Chiến II và chuyển giao cho các quốc gia Đồng minh của mình những khẩu Mauser C96 này.[9]

### Sách tham khảo
- Skennerton, Ian (2005). Mauser Model 1896 Pistol. Gold Coast, QLD (Australia): Arms & Militaria Press. ISBN 0-949749-77-X.
- Wilson, Royce (tháng 1 năm 2009). "Mauser C96 Broomhandle". Australian and New Zealand Handgun.
- Bishop, Chris, biên tập (1998). Guns in Combat. Kent (UK): Grange Books. ISBN 1-84013-083-0.
- Maze, Robert J. (2002). Howdah to High Power: A Century of Breechloading Service Pistols (1867–1967). Tucson, Ariz. (USA): Excalibur Publications. ISBN 1-880677-17-2.
- Breathed Jr., John W.; Schroeder Jr., Joseph J. (1967). System Mauser – A Pictorial History of the Model 1896 Self-Loading Pistol. Handgun Press.
- Belford, James N.; Dunlap, Jack (1969). The Mauser Self-Loading Pistol. Borden Publishing Cie.
- Hogg, Ian V., biên tập (1987). Jane's Infantry Weapons 1987–1988. Jane's Publishing Group.